# Панихида по Майклу Джексону
Публичная панихида по Майклу Джексону, американскому певцу, автору песен и танцору, состоялась 7 июля 2009 года в «Стейплс-центре» в Лос-Анджелесе, Калифорния, через двенадцать дней после его смерти. Панихиде предшествовали частная семейная служба в Зале свободы мемориального парка Форест-Лоун на Голливуд-Хиллз, а также встреча семьи Джексона и его близких друзей в Беверли-Хиллз.
Закрытый гроб Джексона из цельной бронзы, покрытый 14-каратным золотом и обшитый синим бархатом, который изначально не предполагалось использовать на панихиде, был доставлен около 10:00 по местному времени, и поставлен перед сценой. Панихида началась через около 10:30 с музыки и хвалебной речи пастора Люциуса Смита. Сцена была украшена цветочными композициями, фотографии и видеозаписи с участием Джексона и The Jackson 5 (музыкальной группы, участником которой он был) проецировались на экраны в задней части зала. Они охватывали жизнь Джексона от начала его карьеры до конца.
Братья Джексона, сидевшие в первом ряду, надели по одной белой перчатке со стразами (знаменитый предмет гардероба артиста) в знак уважения к своему брату. Такие знаменитости, как Мэрайя Кэри, Стиви Уандер, Лайонел Ричи, Дженнифер Хадсон, Ашер, Джермейн Джексон и Шаин Джафаргулу пели песни Джексона, Джон Майер исполнял их на гитаре. Берри Горди, Брук Шилдс и Смоки Робинсон произнесли хвалебные речи, Куин Латифа прочитала стихотворение «We Had Him» (с англ. — «У нас был он»), написанное по случаю панихиды Майей Энджелоу. Преподобному Элу Шарптону аплодировали стоя, когда он сказал детям Джексона: «В вашем отце не было ничего странного. Странным было то, с чем ваш отец сталкивался».
Ближе к концу церемонии семья собралась на сцене, чтобы произнести заключительные речи. 11-летняя дочь Джексона, Пэрис, хоть и не смогла произнести свою речь без слёз, сказала собравшимся: «Я просто хочу сказать, что с тех пор, как я родилась, папа был лучшим отцом, которого вы только могли себе представить, и я просто хочу сказать, что люблю его... очень сильно». Кроме того, эмоциональный Марлон Джексон сказал: «Может быть, теперь, Майкл, они оставят тебя в покое», и попросил Майкла обнять за него их брата Брэндона (близнеца Марлона, который умер вскоре после рождения).

## Предыстория. Смерть Джексона, планирование панихиды

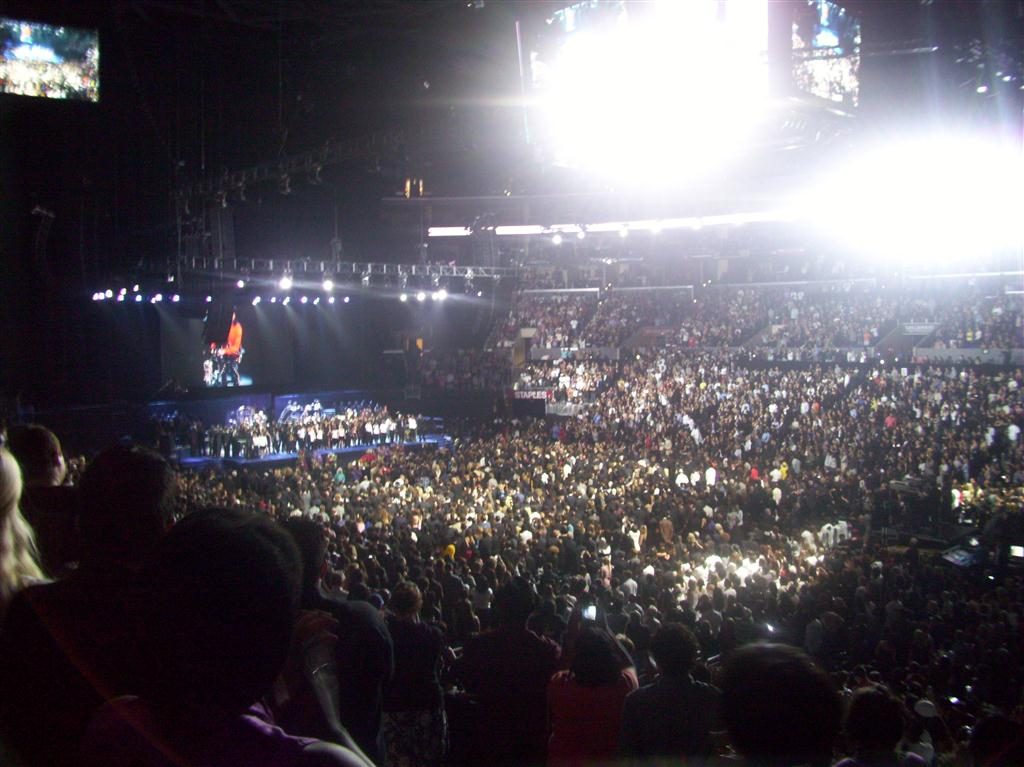
Внутри «Стейплс-центра» во время панихиды

Майкл Джексон скончался 25 июня 2009 года в результате передозировки лекарственных препаратов, в частности пропофола. Первоначально сообщалось, что панихида пройдёт на его ранчо «Неверленд». Но позже стало известно, что для церемонии был выбран «Стейплс-центр» в Лос-Анджелесе. Там прошли последние репетиции Джексона в рамках подготовки к серии концертов «This Is It» в Лондоне, Англия. Панихида была организована промоутером концертов, AEG Live.
Вместительность «Стэйплс-центра» составляла 20 тысяч человек. 17 500 бесплатных билетов были случайным образом разыграны среди желающих. Страница, на которой они принимались, была показана 4 миллиона раз, для обработки запросов был установлен дополнительный сервер. Всего было принято 1,6 миллиона заявок от фанатов. 5 июля компьютер выбрал из зарегистрировавшихся 8750 человек, каждый из которых получил по два билета. 11 000 обладателей билетов были пущены внутрь «Стэйплс-центра», остальные 6500 человек наблюдали за церемонией с больших экранов на улице. Хотя изначально предполагалось, что от 750 000 до миллиона фанатов соберутся за пределами «Стейплс-центра», из-за кризиса бюджета Лос-Анджелеса, городские власти и полиция призвали фанатов оставаться дома. Улицы и съезды с шоссе вокруг «Стейплс-центра» были перекрыты, для охраны порядка были выделены 3200 полицейских, что по сообщениям, стало крупнейшей мерой безопасности в Лос-Анджелесе с 1984 года, когда там прошли Летние Олимпийские игры. Церемония обошлась бюджету города от 1,5 до 4 млн долларов.
Кортеж для гроба Джексона возглавляли два полицейских мотоциклиста, а автострады Лос-Анджелеса были закрыты на протяжении примерно 18 км от Форест-Лоун, где прошла закрытая церемония прощания с членами его семьи и ближайшими друзьями, до «Стейплс-центра».

## Трансляция
Церемония прощания транслировалась во многих странах мира. В США церемония прощания транслировалась 19 телеканалами. Она показывалась в 88 кинотеатрах по всем США, а также в Барселоне, Берлине, Брюсселе, Бухаресте, Гетеборге, Лиссабоне, Лондоне, Мадриде, Мальме, Осло, Париже, Милане, Севилье, Стокгольме и Таллине. Также была прямая трансляция была организована в Мельбурне, Австралия, на площади Федерации. В России прямая трансляция производилась на каналах Муз-ТВ, Euronews и MTV Россия. Общая мировая аудитория церемонии до начала трансляции оценивалась от 300 млн до 1 млрд человек. Эти прогнозы оказались сильно завышенными. Всего в США телевизионную трансляцию смотрели 31 млн человек. Для сравнения, похороны принцессы Дианы смотрели 33 млн американцев, похороны Рональда Рейгана — 23 млн, а извинения Билла Клинтона перед нацией в августе 1998 года — 68 млн человек. В Великобритании общая аудитория трансляции составила 6,5 млн человек — по BBC Two трансляцию смотрело 4,5 млн зрителей (20 % всей аудитории этого таймслота), по Five — 1,2 млн и 900 тыс. — по Sky News. Для Sky News аудитория трансляции стала самой большой после первых дней войны в Ираке.
Кроме телевидения, церемония также транслировалась в интернете. Сайт CNN за 7 июля передал 9,7 млн видеопотоков, что меньше рекордных 27 млн видеопотоков в день инаугурации Барака Обамы. UStream передавал 4,6 млн, а сайт MSNBC — 3 млн видеопотоков. На сайте Би-би-си трансляцию смотрели 8,2 млн глобальных уникальных посетителя, что для сервиса BBC Online стало вторым по популярности событием после инаугурации Обамы.

## Ход церемонии

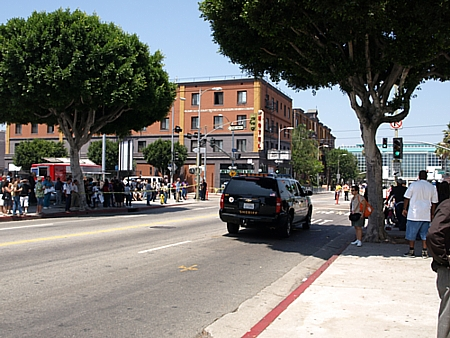
Толпа зрителей у «Стейплс-центра» во время панихиды

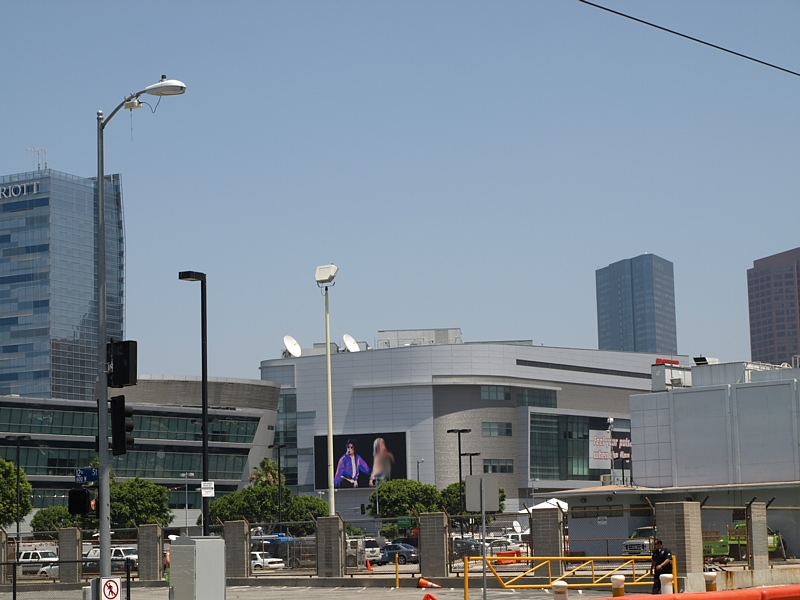
Возле «Стейплс-центра» во время панихиды

Церемония началась с того, что Смоки Робинсон зачитал соболезнования от Дианы Росс и бывшего президента Южной Африки Нельсона Манделы. Евангельский хор спел песню Andraé Crouch «Soon and Very Soon», когда гроб Джексона внесли (кульминацией стала строчка «ты увидишь короля»). За этим последовала речь пастора Люциуса Смита. Затем Мэрайя Кэри и Трей Лоренс исполнили «I'll Be There», сингл № 1 как для группы The Jackson 5, так и для Кэри и Лоренца, сделавших на неё каверы. После этого с речью выступила Куин Латифа, которая также прочитала стихотворение «We Had Him», написанное Майей Энджелоу по случаю панихиды. Лайонел Ричи, друг Джексона и соавтор его песни «We Are the World», исполнил «Jesus Is Love» группы The Commodores. В панегирике Берри Горди, основатель Motown Records (бывшего лейбла Джексона), заявил: «На самом деле, чем больше я думаю и говорю о Майкле Джексоне, я чувствую, что титул „король поп-музыки“ недостаточно велик для него. Я думаю, что он просто величайший артист эстрады, который когда-либо жил». Это заявление было встречено самой продолжительной овацией за вcю церемонию.
Затем Стиви Уандер произнёс речь и исполнил песни «Never Dreamed You'd Leave in Summer» и «They Won’t Go When I Go». Коби Брайант рассказал о гуманитарной деятельности Джексона, а Мэджик Джонсон, появившийся в эпизоде в клипе «Remember the Time», рассказал о своих отношениях с Джексоном. Джон Мейер исполнил на гитаре композицию «Human Nature» с альбома Thriller Джексона. Брук Шилдс рассказала о времени, проведённом с Джексоном, прочитала отрывки из «Маленького принца» и заметила, что любимой песней Джексона была «Smile» Чарли Чаплина, которая тут же была исполнена Джермейном, старшим братом Джексона.
Дети Мартина Лютера Кинга, Мартин Лютер Кинг III и Бернайс Кинг, сказали, что Майкл Джексон был лучшим в том, чем занимался. Шейла Джексон-Ли, член Палаты представителей США от Техаса говорила об «американской истории» Джексона и заявила о своём намерении объявить его через Палату представителей международным гуманитарным деятелем. Ашер подошёл к гробу и спел песню «Gone Too Soon», которую сам Джексон пел в память о Райане Уайте, школьнике, умершим от СПИДа в 1990 году. После Ашера был показан клип из «Шоу Эда Салливана» 1969 года, в котором Jackson 5 исполнял «Who's Loving You» Смоки Робинсона. После показа клипа выступил сам Смоки Робинсон, рассказав об этом исполнении своей песни. После рассказа Робинсона эту песню исполнил 12-летний Шаин Джафаргулу, участник шоу «Britain’s Got Talent». Следующим о Джексоне вспоминал Кенни Ортега, затем несколько гостей вместе с певцами, в том числе семья и дети Майкла Джексона, исполнили «We Are the World» и «Heal the World».
После концерта братья Джексона, Марлон и Джермейн, произнесли небольшие речи и обнялись. Завершила концерт дочь Майкла Джексона, Пэрис Кэтрин Джексон, которая со слезами сказала, что любит своего отца, добавив, что он был «лучшим отцом, которого вы только можете представить». Семья увезла гроб со стадиона, когда начал исполняться «Man in The Mirror». Во время исполнения прожектор освещал стойку с микрофоном, у которой никого не было. Пастор Луциус Смит закрыл службу молитвой в 12:48.